# Kasteel Notax

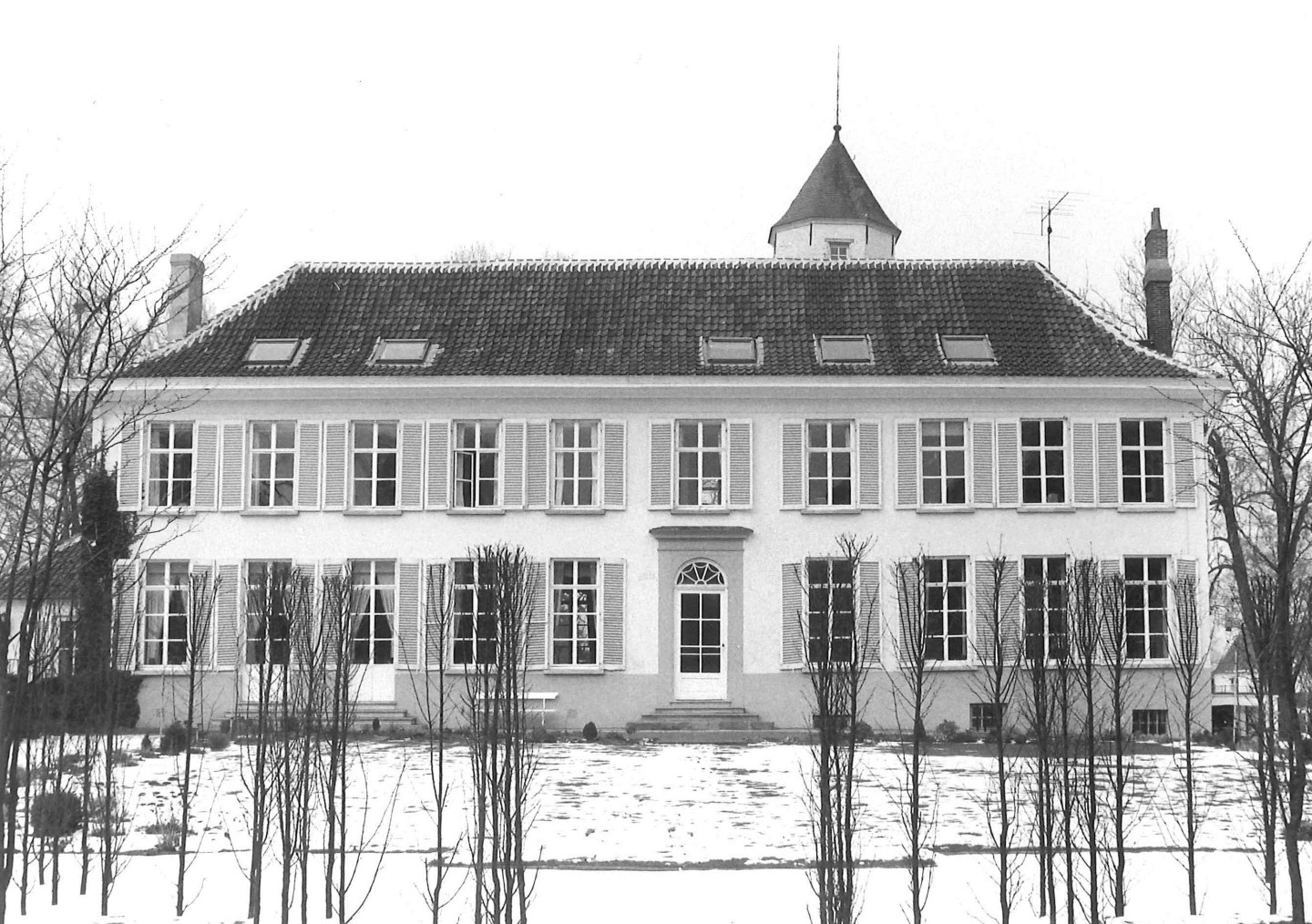
Kasteel Notax

Het Kasteel Notax is een kasteel in de Oost-Vlaamse plaats Destelbergen, gelegen aan de Kwadenplasstraat 12-16.

## Geschiedenis
Er zou al vanaf de vroege middeleeuwen een omgracht kasteel op deze plaats hebben gestaan waarop ook de naam Notax zou duiden. De heren van Notax werden vanaf begin 13e eeuw vermeld en bezaten vanaf begin 14e eeuw met zekerheid het kasteel. Sinds 1313 beschikten ze over een eigen kapel die bij de kerk behoorde. Na de afschaffing van het feodaal stelsel in 1794 werd het kasteel meermaals verkocht.
Omtrent de bouwgeschiedenis zijn nauwelijks documenten voorhanden maar in 1986 werd onderzoek verricht waaruit een mogelijke bouwgeschiedenis af te leiden valt. Er werden overblijfselen van een middeleeuws bouwwerk en van een 16e eeuw gebouw gevonden. Tijdens de godsdiensttwisten (eind 16e eeuw) zou dan het kasteel verwoest zijn waarna herbouw begin 17e eeuw volgde, waarvan nog overblijfselen te vinden zijn in het oostelijk deel van de hoofdvleugel en in de toren. Met name ook in de kelderverdieping is de 17e-eeuwse bouw nog herkenbaar.
In de 18e eeuw werd het hoofdgebouw in westelijke richting verlengd en in 1832 zouden verbouwingen hebben plaatsgevonden. Later in de 18e eeuw werd een westelijke dwarsvleugel aangebouwd en in 1949 werd nog een aanbouw tegen de westelijke zijgevel aangebouwd waardoor het geheel een U-vormig grondplan kreeg. 
In 1650 was Eduard Sandelin, schepene van Antwerpen, heer van Notax. Hij had de heerlijkheid en het kasteel geerft van zijn grootmoeder Anna Zoete, die het op 31 augustus 1570 had verkregen van haar vader Ghisleyn Zoete, eveneens heer van Notax. (bron : notariaat van Antwerpen, inventarisnummer 1504, folio 3). In 1743 behoorde de heerlijkheid en het kasteel toe aan Georgius Rudolph Landman, gehuwd met Helena Maria Van Brouckhoven. (bron : stadsarchief te Antwerpen, notariaat van Cristiaen Hoeffs, inventarisnummer 2090, blz.62). 
De toegangspoort heeft twee bakstenen ingangen en stamt uit begin 17e eeuw. Een bakstenen boogbrug geeft toegang tot het omgrachte gebouw.
Het kasteel is gebouwd in baksteen en zandsteen en het is wit geschilderd. Het bezit een achthoekige traptoren van vier verdiepingen.
Het kasteel wordt wel aangemerkt als Malpertuus, de legendarische woonplaats van Reinaert de Vos. In 1954 werden de keldervensters voorzien van glas-in-loodramen die de Reinaertgeschiedenis illustreren.
Het kasteelpark is vermoedelijk omstreeks 1900 aangelegd.